# Horní Sekyřany
Horní Sekyřany jsou malá vesnice, část obce Heřmanova Huť v okrese Plzeň-sever v Plzeňském kraji. Nachází se jeden kilometr jižně od Heřmanovy Hutě. Prochází zde silnice II/203. Horní Sekyřany jsou také název katastrálního území o rozloze 1,71 km².

## Historie
První písemná zmínka o vesnici pochází z roku 1115.

## Obyvatelstvo
| Rok            | 1869 | 1880 | 1890 | 1900 | 1910 | 1921 | 1930 | 1950 | 1961 | 1970 | 1980 | 1991 | 2001 | 2011 | 2021 |
| -------------- | ---- | ---- | ---- | ---- | ---- | ---- | ---- | ---- | ---- | ---- | ---- | ---- | ---- | ---- | ---- |
| Počet obyvatel | 392  | 395  | 469  | 425  | 323  | 317  | 321  | 187  | 216  | 195  | 92   | 72   | 112  | 133  | 177  |
| Počet domů     | 30   | 30   | 35   | 39   | 39   | 38   | 44   | 49   | 49   | 36   | 24   | 22   | 32   | 35   | 37   |

## Obecní správa
Při sčítání lidu v letech 1850–1954 byly Horní Sekyřany samostatnou obcí v okrese Stříbro. Od roku 1954 jsou částí obce Heřmanova Huť, nejprve v okrese Stod, ale od roku 1960 v okrese Plzeň-sever.

## Pamětihodnosti
- Kostel svatého Martina

## Další fotografie

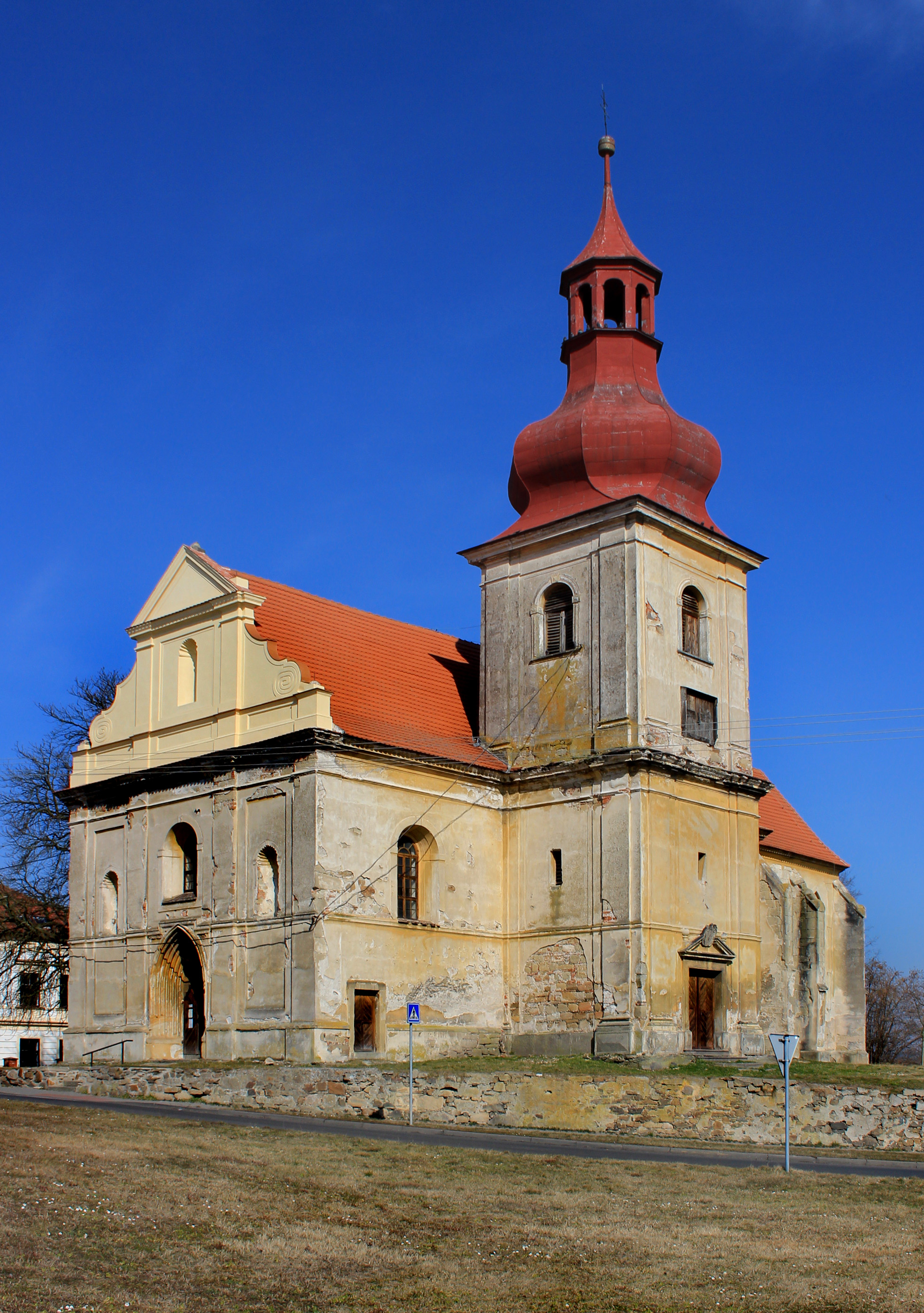
Kostel svatého Martina
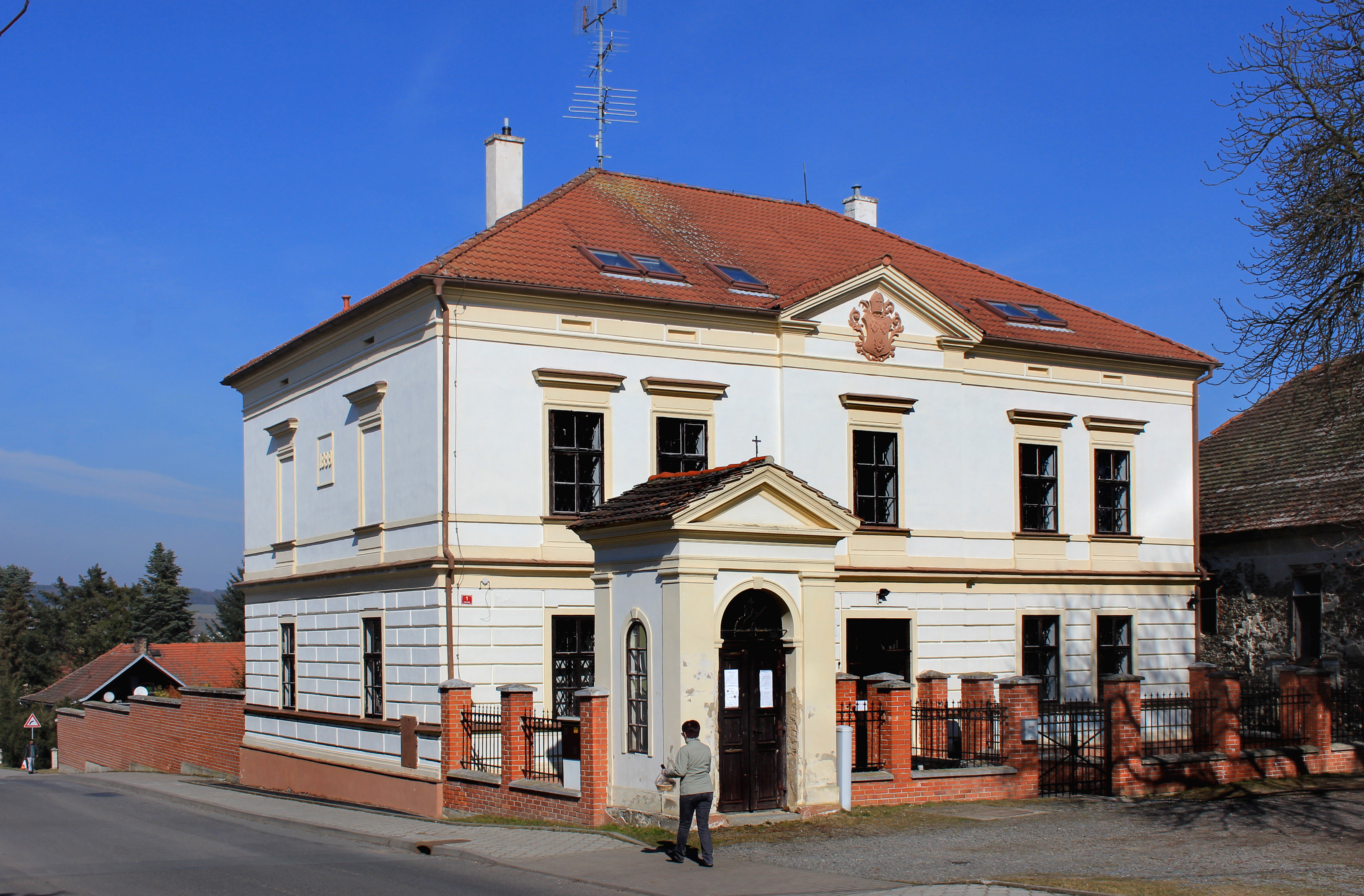
Fara
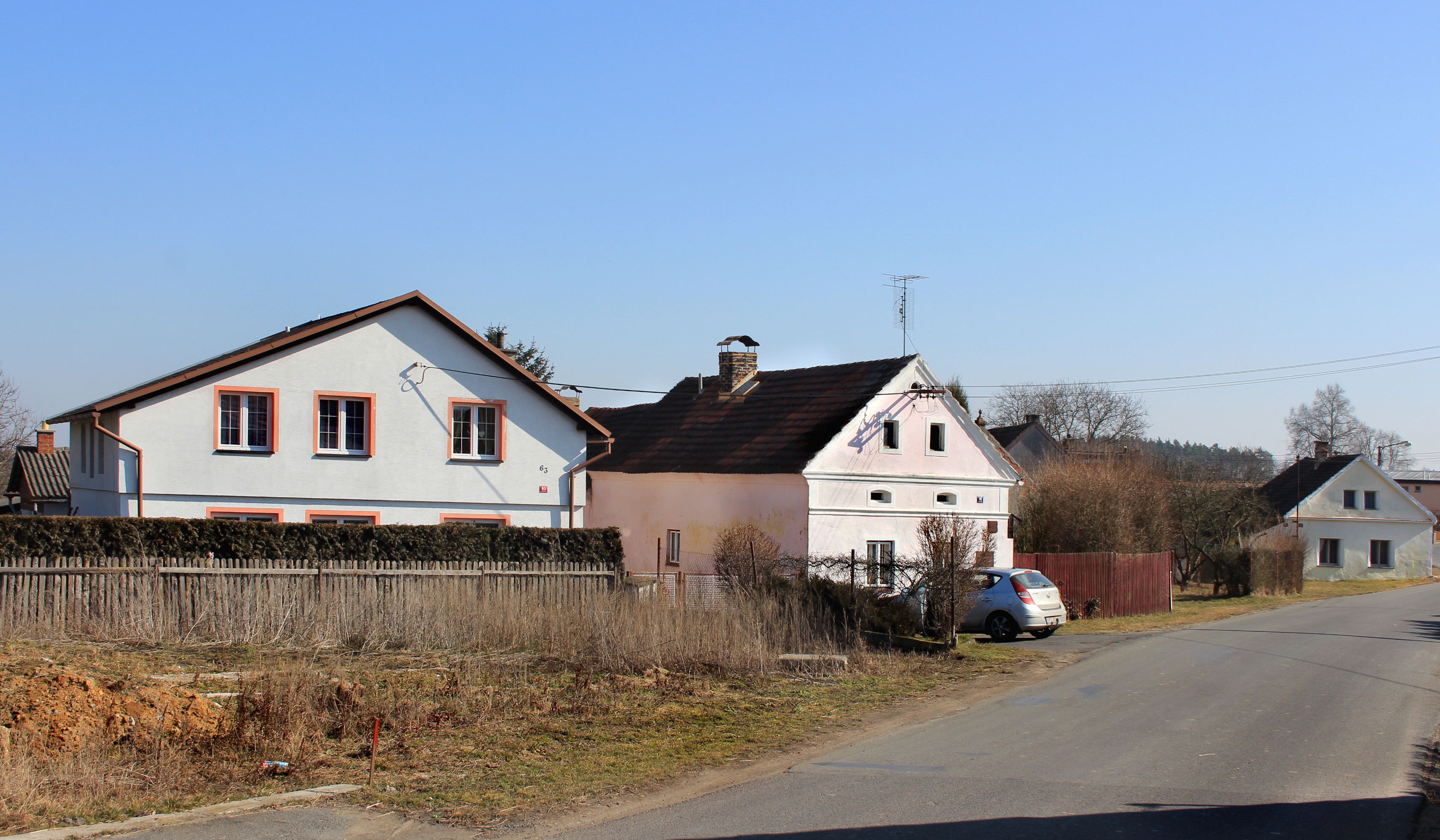
Jižní část vesnice